# توماس أندرو
توماس أندرو (1843 - 1 يونيو 1927) (بالإنجليزية: Thomas Andrew)‏ هو لاعب كريكت نيوزلندي.